# Nazareno Solís
Nazareno Damián Solís (Campana, provincia de Buenos Aires, Argentina; 22 de abril de 1994) es un futbolista argentino. Juega como extremo y su equipo actual es Deportivo Madryn, de la Primera Nacional de Argentina.

## Trayectoria

### Villa Dálmine y Universidad de Chile
Hizo las inferiores en el club Villa Dálmine, su debut oficial se dio el 30 de noviembre de 2013 contra el club Tristán Suárez, entrando a los 27 minutos del segundo tiempo para reemplazar al delantero Víctor Gómez. Ese partido, válido por la 20.ª fecha de la Primera B Metropolitana 2013-14, terminaría con un empate a cero.
El 22 de febrero de 2014 anota su primer gol como profesional ante el club Estudiantes (BA), a los 49 minutos del segundo tiempo. Así le daba la victoria a su equipo por 1 a 0.
En su primera temporada finalizó con 17 partidos, 3 goles y 4 asistencias, jugando por el club «violeta».
A principios de agosto de 2014 emigró a Chile para jugar en Universidad de Chile. En primera instancia se sumó a la juvenil del club, sin embargo fue nominado y debutó en el primer equipo el 20 de agosto en un partido válido por Copa Chile 2014-15 ante Magallanes, entrando a los 25 minutos del segundo tiempo por su compatriota Gustavo Lorenzetti.
Con la juvenil del club, Solís obtuvo el subcampeonato del Torneo de Clausura 2014 categoría Sub-19, luego de caer en la final ante Colo-Colo por definición a penales.
A principios de 2015, Solís rescindió su vínculo con la «U» y regresó a Villa Dálmine, su club formador.

### Talleres de Córdoba, Boca Juniors y Huracán
En 2016 fue incorporado a Talleres para la temporada 2016 de la Primera B Nacional.
Logró el ascenso durante ese mismo año a la máxima categoría del fútbol argentino de manera invicta; siendo además uno de los más regulares del torneo. Casi todas las opciones de gol y las mejores jugadas pasaron por él.
El 21 de agosto de 2016 llegó a Boca Juniors. Eso desató una gran polémica y existió la posibilidad de un reclamo ante la FIFA por parte de su exclub por haber incumplido lo pactado en el contrato que firmó con Talleres. El 29 de octubre de 2016, realizó su debut en el equipo de La Ribera sustituyendo a Carlos Tévez, en el partido contra Temperley. El 18 de diciembre, jugó su segundo partido en Boca, volviendo a sustituir a Tévez, en el último partido del "Apache" con la camiseta del club.
Luego de un intento fallido por parte de su entorno, que provocó un desacuerdo con las autoridades de Boca Juniors, finalmente pasó a préstamo al Club Atlético Huracán, en la prórroga del mercado de pases del invierno de 2017.

### San Martín de San Juan, Aldosivi y OFI Creta
En junio de 2018 es cedido por un año al equipo de San Juan.
En junio de 2019 es cedido por un año al equipo de Mar del Plata.
En septiembre de 2020 es cedido por un año al equipo de Grecia. Terminó su préstamo en junio de 2021.

### Segunda etapa en Boca Juniors, Alvarado y Patronato
En junio de 2021 volvió a Boca Juniors pero no fue tenido en cuenta por entonces el DT Miguel Ángel Russo, por lo que se entreno por meses aparte del plantel de primera división. A pesar de tener contrato con el equipo de la Ribera se encontró en búsqueda de un nuevo club.
En enero de 2022 regresa a la ciudad de Mar del Plata, esta vez para vestir la casaca de Club Atlético Alvarado.
En enero de 2023 es cedido nuevamente a préstamo, en esta ocasión al club Club Atlético Patronato de la Juventud Católica, equipo que en ese momento militaba en la Primera Nacional y que había clasificado a la Copa Libertadores.Enfrentó al club dueño de su pase en el encuentro de la Supercopa Argentina 2023

### Gimnasia de Mendoza
A mediados de enero de 2024 se hace oficial un nuevo préstamo, en esta ocasión al Club Atlético Gimnasia y Esgrima de Mendoza, equipo que se encontraba en la Primera Nacional.

## Estadísticas

### Clubes
Actualizado hasta su último partido disputado el 3 de agosto de 2025.
| Club                             | Div.          | Temporada     | Liga  | Liga  | Liga   | Copas nacionales | Copas nacionales | Copas nacionales | Torneos internacionales | Torneos internacionales | Torneos internacionales | Total | Total | Total  |
| Club                             | Div.          | Temporada     | Part. | Goles | Asist. | Part.            | Goles            | Asist.           | Part.                   | Goles                   | Asist.                  | Part. | Goles | Asist. |
| -------------------------------- | ------------- | ------------- | ----- | ----- | ------ | ---------------- | ---------------- | ---------------- | ----------------------- | ----------------------- | ----------------------- | ----- | ----- | ------ |
| Villa Dálmine Argentina          | 3.ª           | 2013-14       | 17    | 3     | 4      | —                | —                | —                | —                       | —                       | —                       | 17    | 3     | 4      |
| Villa Dálmine Argentina          | 2.ª           | 2015          | 33    | 7     | 9      | —                | —                | —                | —                       | —                       | —                       | 33    | 7     | 9      |
| Villa Dálmine Argentina          | Total club    | Total club    | 50    | 10    | 13     | 0                | 0                | 0                | 0                       | 0                       | 0                       | 50    | 10    | 13     |
| Universidad de Chile · Chile     | 1.ª           | 2014-15       | —     | —     | —      | 1                | 0                | 0                | —                       | —                       | —                       | 1     | 0     | 0      |
| Universidad de Chile · Chile     | Total club    | Total club    | 0     | 0     | 0      | 1                | 0                | 0                | 0                       | 0                       | 0                       | 1     | 0     | 0      |
| Talleres de Córdoba Argentina    | 2.ª           | 2016          | 21    | 7     | 8      | 3                | 1                | 0                | —                       | —                       | —                       | 24    | 8     | 8      |
| Talleres de Córdoba Argentina    | Total club    | Total club    | 21    | 7     | 8      | 3                | 1                | 0                | 0                       | 0                       | 0                       | 24    | 8     | 8      |
| C. A. Boca Juniors Argentina     | 1.ª           | 2016-17       | 4     | 0     | 2      | —                | —                | —                | —                       | —                       | —                       | 4     | 0     | 2      |
| C. A. Boca Juniors Argentina     | Total club    | Total club    | 4     | 0     | 2      | 0                | 0                | 0                | 0                       | 0                       | 0                       | 4     | 0     | 2      |
| C. A. Huracán Argentina          | 1.ª           | 2017-18       | 10    | 0     | 0      | 1                | 0                | 0                | —                       | —                       | —                       | 11    | 0     | 0      |
| C. A. Huracán Argentina          | Total club    | Total club    | 10    | 0     | 0      | 1                | 0                | 0                | 0                       | 0                       | 0                       | 11    | 0     | 0      |
| San Martín (SJ) Argentina        | 1.ª           | 2018-19       | 15    | 1     | 3      | 4                | 0                | 0                | —                       | —                       | —                       | 19    | 1     | 3      |
| San Martín (SJ) Argentina        | Total club    | Total club    | 15    | 1     | 3      | 4                | 0                | 0                | 0                       | 0                       | 0                       | 19    | 1     | 3      |
| C. A. Aldosivi Argentina         | 1.ª           | 2019-20       | 17    | 2     | 1      | 1                | 1                | 0                | —                       | —                       | —                       | 18    | 3     | 1      |
| C. A. Aldosivi Argentina         | Total club    | Total club    | 17    | 2     | 1      | 1                | 1                | 0                | 0                       | 0                       | 0                       | 18    | 3     | 1      |
| O. F. I. Creta F. C. · Grecia    | 1.ª           | 2020-21       | 10    | 1     | 1      | 2                | 0                | 0                | 1                       | 0                       | 0                       | 13    | 1     | 1      |
| O. F. I. Creta F. C. · Grecia    | Total club    | Total club    | 10    | 1     | 1      | 2                | 0                | 0                | 1                       | 0                       | 0                       | 13    | 1     | 1      |
| C. A. Alvarado Argentina         | 2.ª           | 2022          | 28    | 3     | 2      | —                | —                | —                | —                       | —                       | —                       | 28    | 3     | 2      |
| C. A. Alvarado Argentina         | Total club    | Total club    | 28    | 3     | 2      | 0                | 0                | 0                | 0                       | 0                       | 0                       | 28    | 3     | 2      |
| C. A. Patronato Argentina        | 2.ª           | 2023          | 28    | 3     | 4      | 3                | 0                | 0                | 7                       | 0                       | 1                       | 38    | 3     | 5      |
| C. A. Patronato Argentina        | Total club    | Total club    | 28    | 3     | 4      | 3                | 0                | 0                | 7                       | 0                       | 1                       | 38    | 3     | 5      |
| Gimnasia y Esgrima (M) Argentina | 2.ª           | 2024          | 40    | 4     | 11     | 2                | 1                | 0                | —                       | —                       | —                       | 42    | 5     | 11     |
| Gimnasia y Esgrima (M) Argentina | Total club    | Total club    | 40    | 4     | 11     | 2                | 1                | 0                | 0                       | 0                       | 0                       | 42    | 5     | 11     |
| Deportivo Madryn Argentina       | 2.ª           | 2025          | 24    | 5     | 4      | 1                | 0                | 0                | —                       | —                       | —                       | 25    | 5     | 4      |
| Deportivo Madryn Argentina       | Total club    | Total club    | 24    | 5     | 4      | 1                | 0                | 0                | 0                       | 0                       | 0                       | 25    | 5     | 4      |
| Total carrera                    | Total carrera | Total carrera | 247   | 36    | 49     | 18               | 3                | 0                | 8                       | 0                       | 1                       | 273   | 39    | 50     |
| 1. 2. 3.                         |               |               |       |       |        |                  |                  |                  |                         |                         |                         |       |       |        |

## Palmarés

### Títulos nacionales
| Título             | Equipo              | País      | Año     |
| ------------------ | ------------------- | --------- | ------- |
| Primera B Nacional | Talleres de Córdoba | Argentina | 2016    |
| Primera División   | C. A. Boca Juniors  | Argentina | 2016-17 |